# Falcon Lake Estates
Falcon Lake Estates es un lugar designado por el censo ubicado en el condado de Zapata en el estado estadounidense de Texas. En el Censo de 2010 tenía una población de 1.036 habitantes y una densidad poblacional de 260,59 personas por km².

## Geografía
Falcon Lake Estates se encuentra ubicado en las coordenadas 26°52′16″N 99°15′26″O / 26.87111, -99.25722. Según la Oficina del Censo de los Estados Unidos, Falcon Lake Estates tiene una superficie total de 3.98 km², de la cual 1.74 km² corresponden a tierra firme y (56.29%) 2.24 km² es agua.

## Demografía
Según el censo de 2010, había 1.036 personas residiendo en Falcon Lake Estates. La densidad de población era de 260,59 hab./km². De los 1.036 habitantes, Falcon Lake Estates estaba compuesto por el 94.69% blancos, el 0.1% eran afroamericanos, el 0.1% eran amerindios, el 0.77% eran asiáticos, el 0% eran isleños del Pacífico, el 3.86% eran de otras razas y el 0.48% pertenecían a dos o más razas. Del total de la población el 82.53% eran hispanos o latinos de cualquier raza.